# (3182) Shimanto
(3182) Shimanto es un asteroide perteneciente al cinturón de asteroides descubierto por Tsutomu Seki desde el Observatorio de Geisei, Japón, el 27 de noviembre de 1984.

## Designación y nombre
Shimanto fue designado al principio como 1984 WC.
Más tarde, en 1986, se nombró por el Shimanto, río japonés de la prefectura de Kochi.

## Características orbitales
Shimanto orbita a una distancia media de 2,615 ua del Sol, pudiendo acercarse hasta 2,244 ua y alejarse hasta 2,986 ua. Tiene una excentricidad de 0,1419 y una inclinación orbital de 12,56 grados. Emplea 1544 días en completar una órbita alrededor del Sol.

## Características físicas
La magnitud absoluta de Shimanto es 11,8 y el periodo de rotación de 2,995 horas.